# La Spezia
 Denne artikel omhandler en by, der hedder La Spezia. Opslagsordet har også en anden betydning, se La Spezia (provins).
La Spezia er en by i Provinsen La Spezia i regionen Liguria i det nordlige Italien. Den er hovedby i regionen. Byen har en stor havn.
La Spezia ligger i det sydligste Ligurien umiddelbart syd for Cinque Terre. Byen har ingen bemærkelsesværdig arkitektur, bortset fra den moderne (omkring 1960) Cristo Re alla Specia-katedralen og Lia kunstmuseum. Næsten alle bygninger i La Spezia er opført efter 1920.

## Flådestation
La Spezia er hjemmehavn for en stor del af den italienske flåde.
1. ↑  demo.istat.it (fra Wikidata).